# Gutshaus Stülpe

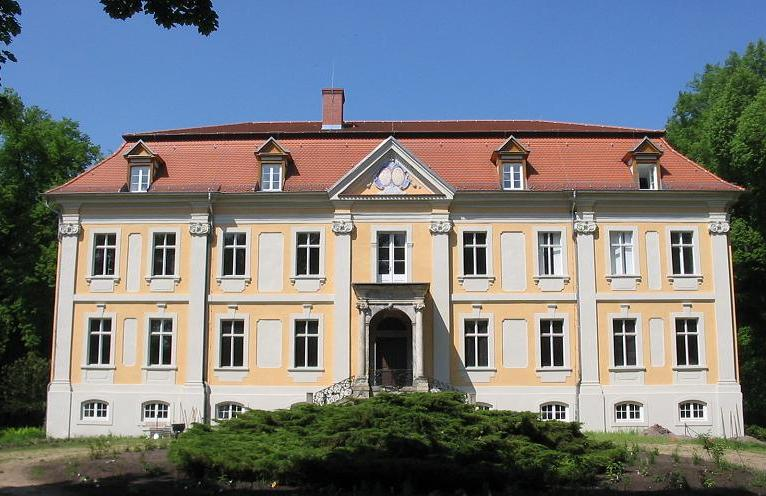
Gutshaus Stülpe, Hofseite

Das Gutshaus Stülpe (offizielle Bezeichnung in der Landesdenkmalliste Gutsanlage mit Herrenhaus (sog. Schloss), Hofgebäuden und Gutspark) ist ein denkmalgeschütztes Herrenhaus in Stülpe, einem Ortsteil der Gemeinde Nuthe-Urstromtal im Landkreis Teltow-Fläming im Land Brandenburg.

## Lage
Die Landstraße 70 führt als Schönefelder Chaussee von Norden kommend in südlicher Richtung durch den Ort. Dort trifft sie auf die Landstraße 73, die als Sandstraße von Westen kommend in östlicher Richtung durch den Ort führt. Die Gutsanlage liegt nordwestlich dieser Kreuzung auf einem Gelände, das mit einer Mauer eingefriedet ist.

## Geschichte

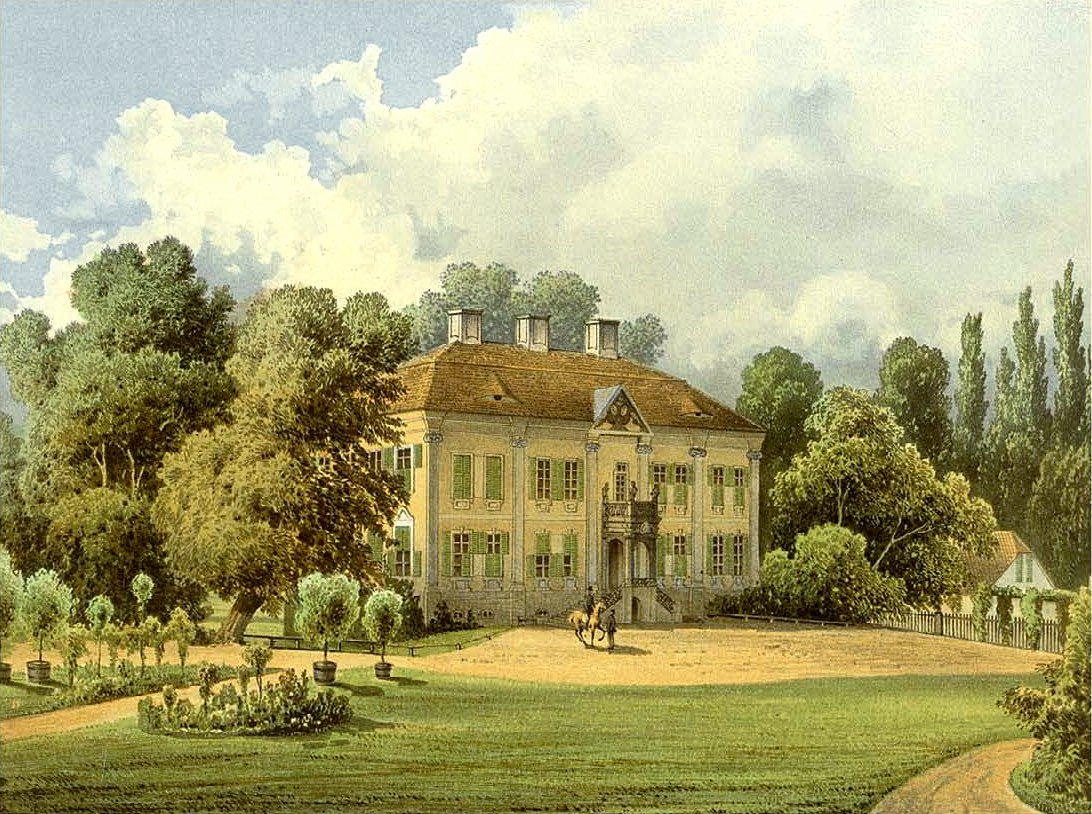
Gut Stülpe zwischen 1859 und 1860, Sammlung Alexander Duncker

Im 16. Jahrhundert gab es im Ort bereits ein Schloss der Familie von Hake, das mittlerweile jedoch baufällig geworden war. Die Familie von Rochow erwarb das Anwesen 1648 per Tauschkonktrakt. Adam Ernst II. von Rochow übernahm im Jahr 1738 das Gut von seinem recht früh verstorbenen Vater Adam Ernst I. von Rochow. Zur Vorbereitung der Arbeiten ließ er noch im gleichen Jahr im benachbarten Schmielickendorf eine Sägemühle errichten. Im Jahr 1740 begannen die Arbeiten an dem Neubau, die 1754 abgeschlossen wurden. Hiltrud und Carsten Preuß vermuten in Die Guts- und Herrenhäuser im Landkreis Teltow-Fläming, dass der Vorgängerbau nicht gänzlich abgerissen wurde und verweisen auf einige gewölbte Räume sowie eine Küche mit einem sehr großen Kamin hin, die in Verbindung mit sehr unterschiedlichen Wandstärken auf einen älteren Bau hinweisen. Fünf Jahre nach der Fertigstellung starb Adam Ernst II. im Jahr 1759 und das Gut kam per Losentscheid ein Jahr später an seinen dritten Sohn Adolf Friedrich von Rochow. Der Gutspark wurde unter seiner Leitung in einen Landschaftspark umgewandelt und mit einer Freitreppe versehen, die zu einer Aussichtsterrasse führte. Sie führte bis 1975 über den sogenannten Schwanengraben, einen der ehemaligen Meliorationsgräben, die das Gebäude umgaben.
Zwei Besitzergenerationen später folgte als Gutsbesitzer der bedeutendste Vertreter der Familie auf Stülpe, Adolf (Friedrich August). Adolf von Rochow war von 1819 bis 1869 insgesamt 50 Jahre Gutsbesitzer auf Schloss Stülpe. Er war u. a. preußischer Oberst, Landtagsmarschall, Hofmarschall, und erster Kommendator der Brandenburgischen Provinzialgenossenschaft des Johanniterordens und in dieser Funktion Begründer (1855) des ältesten Johanniterkrankenhauses in Deutschland, in Jüterbog. Zu seinen Zeiten sind die Forstbetriebsskrukturen neu erarbeitet und damit eine moderne Waldwirtschaft eingeführt worden. Nach seinem Tod wiederum erbte sein ältester Sohn Wichard von Rochow (General). Nach dessen Tod sollte eigentlich der Bruder Adam Ernst III. das Gut übernehmen. Adam Ernst III. hielt sich die meiste Zeit in Paris auf, so dass 1887 schließlich der Cousin, der Politiker Hans von Rochow zum neuen Eigentümer wurde. Sein Enkel Hans Wichard von Rochow war der letzte Gutsbesitzer auf Stülpe, er fiel zum Ende des Zweiten Weltkrieges bei den Kämpfen um Berlin. Zwischenzeitlich war das Gutshaus noch in den 1930er Jahren verändert worden, in dem der Mittelrisalit an der Gartenseite durch einen Dreiecksgiebel ersetzt wurde.
Nach dem Krieg wurde die Familie enteignet. Das Gutshaus wurde zu unterschiedlichen Zwecken genutzt, darunter als Kinder- und Kur- sowie Alten- und Pflegeheim. Im Jahr 1999 kam es zu einem Brand im Gutshaus, bei dem das Dachgeschoss schwer beschädigt wurde. Nach Sanierungsarbeiten verkaufte der Landkreis das Gebäude im Jahr 2006 an ein Unternehmerehepaar, das das Gebäude aufwendig restaurierte und es seit dieser Zeit als Hotel nutzt. Auf dem Gelände wird auch die Backsendung Das große Backen gedreht.

## Baubeschreibung

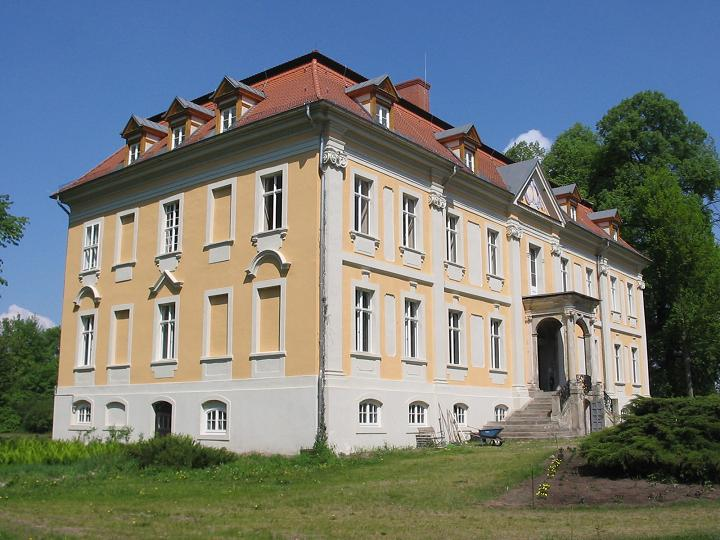
Ansicht von der Seite

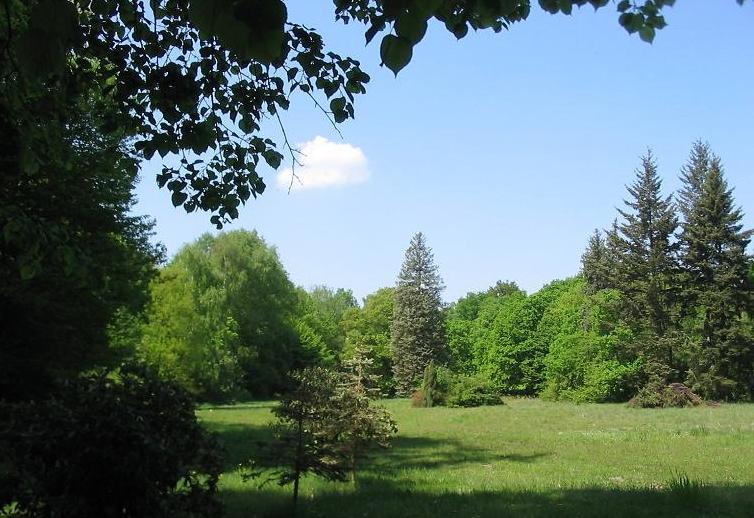
Landschaftspark

Der barocke Putzbau besitzt einen rechteckigen Grundriss mit zwei Geschossen und neun Achsen. Zur Hofseite sind je zwei Achsen mit einem ionischen Pilaster gegliedert, die in seiner Mitte den Eingangsbereich umrahmen. Der Zugang erfolgt über eine Freitreppe, die mit Sandsteinfiguren aus der Werkstatt des Torgauer Steinmetzes Siegeißer geschmückt waren. Zusammen mit einigen Putti bildeten sie die vier Jahreszeiten ab, sind aber verschollen. Das Treppengeländer schuf Paulus Bartus im Jahr 1754 und ist mit dem Monogramm AER des genannten Bauherrn verziert. In beiden Geschossen sind jeweils hochrechteckige Fenster verbaut, deren Faschen durch Putz und im Erdgeschoss durch einen zusätzlichen Schlussstein betont werden. Mittig ist im Mansarddach ein Dreiecksgiebel mit Wappenkartusche. Die Parkseite wird von einem dreiachsigen Mittelrisalit betont, der mit vier Pilastern gegliedert ist. Dort wurden im Erdgeschoss gedrückt-segmentbogenförmige Fenster, im Obergeschoss rundbogenförmige Fenster verbaut. Seitlich fügen sich zwei bzw. eine weitere Achse an.
Der ursprüngliche Grundriss ist im Innenraum noch weitgehend vorhanden. Dazu gehören ein weitläufiges Treppenhaus sowie den für märkische Herrenhäuser typischen Gartensaal, von dem aus ein Zugang in den Park möglich war. Von Rochow ließ neben dem Gutshaus weitere eingeschossige Wirtschaftsgebäude errichten, die hufeisenförmig angeordnet wurden. Dazu gehört ein Uhrenturm sowie ein Pferdestall, der mit Fliesen aus Meißen geschmückt ist und die die Arbeitsschritte der Pferdehaltung zeigen.
Zum Schloss gehört ein ab 1820 angelegter Landschaftspark, in dem Linden, Eichen, Blutbuchen, Fichten, Ahorn, Weymouthskiefer, Robinie, Wacholder und Rhododendron wachsen. Im hinteren westlichen Parkteil ist eine kleine Erbbegräbnisstätte der Familie von Rochow. Auf eigenen Wunsch wurden hier der vorletzte Gutsherr auf Stülpe, Holbeck, Schmielickendorf (heute wüst), Ließen und Riesdorfer Heide, bestattet, Rochus von Rochow (1856–1901) und seine Ehefrau Margarethe von Rochow, geborene von Lücken (1867–1927). 1937 kam ein kleines Marmorkreuz hinzu, für eine totgeborene Tochter des letzten Besitzers. Die Begräbnisstätte wurde Anfang der 1990er Jahre von den Nachfahren teilweise wieder hergerichtet. Die Gräber ihrer Vorfahren sind in der Dorfkirche Stülpe oder in der Dorfkirche Plessow bestattet.